# 언젠가 어머니라 불러다오
언젠가 어머니라 불러다오는 한국에서 제작된 박찬 감독의 1963년 영화이다. 주증녀 등이 주연으로 출연하였고 우기동 등이 제작에 참여하였다.

## 출연

### 주연
- 주증녀
- 김진규
- 방수일

## 제작진
- 조명: 방기찬
- 미술: 정우택